# Lordotus lineatus
Lordotus lineatus är en tvåvingeart som beskrevs av Johnson 1959. Lordotus lineatus ingår i släktet Lordotus och familjen svävflugor. Inga underarter finns listade i Catalogue of Life.